# Club Deportivo Colón
O  Club Deportivo Colón,  é  um clube paraguaio poliesportivo da cidade de Assunção. Com destaque para o futsal e a nível continental para o voleibol masculino, pois, disputou o Campeonato Sul-Americano de Clubes nos anos de 1970 na conquista do bronze, as quartas posições nos anos de 1971, 1976, 2010 e 2012 

## Histórico
O clube foi fundado 1 de maio de 1935, acumulou nos primeiros anos os vice-campeonatos, no voleibol masculino, diante do San Gerónimo,  no período de 1948 a 1960 conquistou nove títulos. Colón, a partir de 1964 obtém seu primeiro título Colón  e alcançou os 20 tentos no ano de 2009, cujo presidente foi Oscar Emilio Napout.   
Através de  Miguel Angel Napout, exerceu em 1948 como delegado na federação, chegando a presidência e representante internacional e quem alavancou o vôlei nacional.  

### Títulos conquistados
- Campeonato Paraguaio  (24 vezes):

1964, 1965, 1966, 1967, 1968, 1969, 1970, 1973, 1982, 1989, 1990, 1995, 1996, 1999, 2000, 2001, 2005, 2006 , 2007, 2008, 2009, 2011,  2012 e 2015
- Campeonato Paraguaio:1948,1949,1950,1951,1952,1953,1954,1955,1956,1957,1958,1959,1960,2016,2017,2018 e 2019

- Campeonato Sul-Americano:1970
- Campeonato Sul-Americano:1971, 1976 e 2010